# Резолюция 205 на Съвета за сигурност на ООН
Резолюция 205 на Съвета за сигурност на ООН е приета на 22 май 1965 г. по повод гражданската война в Доминиканската република.
С Резолюция 205 Съветът за сигурност призовава спирането на огъня в Санто Доминго, за което настоява Резолюция 203, да се превърне в трайно примирие и приканва генералния секретар да представи пред Съвета за сигурност доклад относно изпълнението на резолюцията.
Резолюция 205 е приета с мнозинство от 10 гласа за при един въздържал се от страна на Съединените щати.